# Saszet Győző
Saszet Győző (Havadtő, 1901. május 17. – Nagyvárad, 1981. május 30.) erdélyi magyar református segédlelkész, népművelő, költő, író. Saszet Géza apja.

## Életútja, munkássága
Tanítói oklevelét a nagyenyedi Bethlen Gábor Kollégiumban szerezte, ezt követően 1920-ban Kolozsvárt kántori és lévitalelkészi vizsgát tett a Református Teológián. Szórványtanítói és lévitalelkészi pályáját Aranyosgerenden kezdte, 1922-ben a szilágysági Érhatvanban, 1930-ban pedig a dél-bihari Kisnyégerfalván folytatta; innen hívták utolsó állomáshelyére, Biharpüspökibe.
Egész életpályáját missziós feladatnak tekintette, s az iskolában, a szószéken és a közéleti szereplésben egyaránt az anyanyelvi kultúra ápolásának kötelezte el magát. Minden állomáshelyén alkalmi és ünnepi műsorokat szervezett. Műkedvelőknek maga is írt darabokat, azonban írásainak java része a második világháború viszontagságai közepette elveszett; cím szerint csupán az Aranykampó (1942) c. színművét és a Vér és lélek (1943) c. drámáját említhetjük meg.
Aranyekével szántok c. verse a Magyar Nép 1941-es pályázatán díjat nyert. Vallásos ihletésű verseinek egy csokra a Berde Mária, Orth Győző és Róth Jenő gondozásában kiadott Istenes énekek című gyűjteményben (Nagyvárad, 1939), két elbeszélése a nagyváradi Református Könyvtár füzetes sorozatában jelent meg: A Julika lelke (1938) és Áldozat (1939).
A Királyhágómelléki református egyházkerület Református Jövő c. képes családi néplapja gyermekrovatát Győző bácsi néven szerkesztette (1936).